# جکسبورو (تگزاس)
جکسبورو، تگزاس(به انگلیسی: Jacksboro, Texas) شهری در ایالت تگزاس از ایالات جنوبی ایالات متحده آمریکا است. در سرشماری سال ۲۰۰۰، جمعیت این شهر ۴۵۳۳ نفر اعلام شد.